# Varanus caudolineatus
Varanus caudolineatus este o specie de reptile din genul Varanus, familia Varanidae, descrisă de Boulenger 1885. Conform Catalogue of Life specia Varanus caudolineatus nu are subspecii cunoscute.